# بير هالي
بير هالي (بالنرويجية البوكمول: Per Halle)‏ هو عداء مسافات طويلة نرويجي، ولد في 6 مايو 1949 في ساندفيورد في النرويج.

## وصلات خارجية
- بير هالي على موقع رابطة إحصائيات سباق الطريق (الإنجليزية)
- بير هالي على موقع أوليمبيديا (الإنجليزية)